# VI Circoscrizione (Trieste)
La VI Circoscrizione è una delle sette circoscrizioni del comune di Trieste.
Posta a nord-est dal centro cittadino, comprende i borghi storici di San Giovanni, Chiadino, Rozzol, Longera (Lonjer) e Cattinara (nucleo storico).

## Suddivisione amministrativa
Nel territorio circoscrizionale si trovano 3 rioni di Trieste. Tuttavia, dati i numerosi cambiamenti amministrativi (dai 28 comuni censuari, alle 12 circoscrizioni, alle attuali 7 circoscrizioni comunali) i confini dei rioni non coincidono con quelli della circoscrizione; sicché la popolazione totale sarà diversa della somma cumulativa dei rioni.

## Consiglio circoscrizionale
Il consiglio circoscrizionale è composto da 20 membri e viene rinnovato ogni 5 anni, parallelamente alle elezioni comunali.
| Consiglio circoscrizionale |
| --- |
| Adesso Trieste 2 Partito Democratico 4 Lista civica di centro-sinistra 2 Movimento 5 Stelle 1 Lista civica di centro-destra 2 Forza Italia 2 Lega per Salvini Premier 2 Fratelli d'Italia 5 |